# 北庄内村
北庄内村（きたしょうないむら）は静岡県の西部、敷知郡・浜名郡に属していた村である。現在の浜松市中央区西部、庄内半島北部にあたる。

## 地理
- 山：大草山
- 湖沼：浜名湖、庄内湖、内浦

## 歴史
- 1889年（明治22年）4月1日 - 町村制の施行により、平松村、深萩村、呉松村、堀江村、白洲村が合併して敷知郡北庄内村が発足。
- 1896年（明治29年）4月1日 - 郡制の施行により所属郡が浜名郡に変更。
- 1955年（昭和30年）4月1日 - 村櫛村・南庄内村と合併して庄内村が発足。同日北庄内村廃止。
- 1965年（昭和40年）7月1日 - 庄内村が浜松市に編入。
- 2007年（平成19年）4月1日 - 浜松市が政令指定都市に移行し、旧村域は西区の所属となる。
- 2024年（令和6年）1月1日 - 浜松市の行政区再編に伴い、旧村域が中央区となる。

## 交通

### 鉄道路線
現在はかんざんじロープウェイがあるが、当時は未開業。

## 名所・旧跡・観光スポット・祭事・催事
- 舘山寺
- 舘山寺温泉